# Merve Boluğur
Merve Boluğur est une actrice turque née le 16 septembre 1987 à Istanbul. 

## Filmographie
- Icimdeki firtina

- Muhteşem Yüzyıl (2013-2014) TV Série Nur-banu Sultan
- Kuzey Güney (2011) TV Série .... Zeynep Çiçek
- Küçük Sırlar (2010) TV Série .... Ayşegül
- Kül ve Ateş (2009) TV Série  .... Hayal
- Hoşçakal Güzin (2008) .... Bahar
- Aşk Yeniden (2007) TV Série  .... Eylül
- Gomeda (2007)
- Keloğlan Kara Prens'e Karşı (2006) .... Birgül
- Acemi Cadı (2006) (Mini) TV Série .... Ayşegül

Merve Boluğur a suivi des cours de théâtre à l'école Müjdat Gezen Sanat Merkezi.
Elle a figuré dans Acemi Cadi (une série TV adaptation de Sabrina la sorcière en Turquie) où elle incarnait Aysegül. Puis dans une série de la chaine TRT, ASK YENIDEN, où elle incarnait Eylül, et dans Kul ve Ates.
La série qui la révèle est Muhteşem Yüzyil où elle interprète la belle mais manipulatrice Nurbanu Sultan l'épouse du sultan Sélim II, fils de Roxelane.
En 2010 elle obtient l'un des rôles principaux dans l'adaptation de Gossip Girl en turc, elle y incarne Aysegul, qui représente Blaire Waldorf.
Depuis 2011 elle joue le rôle de Zeynep dans la série Kuzey Guney.
En 2012 elle a joué dans la publicité de Rexona .
En 2013 elle a fait son premier pas dans son nouveau métier : styliste.
Elle a préparé une collection pour la marque "Codentry".